# يزن النعيمات
يزن عبد الله عايد النعيمات
(4 يونيو 1999 –) لاعب كرة قدم أردني يلعب حاليا كمهاجم في النادي العربي في دوري نجوم قطر، كما يلعب في المنتخب الأردني. ساهم نعيمات مع منتخب بلاده للوصول للمرة الأولى نهائي كأس آسيا 2023.
تبلغ القيمة السوقية ليزن النعيمات في الوقت الحالي (2024) نحو مليون و800 ألف يورو، وهو أغلى لاعب أردني خلف موسى التعمري الذي يحترف في رين الفرنسي.
حصل على لقب افضل اسيست في تصفيات كأس العالم 2026 عن تصفيات قارة آسيا من الاتحاد الآسيوي بتاريخ 1/8/2025.

## البداية
ينحدر النعيمات من معان، الأردن، بالرغم أنه من مواليد العاصمة الاردنية عمّان. بدأت رحلة النعيمات منذ أيام شبابه مع نادي سحاب ليصبح لاعبًا متميزًا على الساحة الدولية، وبفضل موهبته في هز الشباك، جذبت براعته كمهاجم الاهتمام على المستوى الدولي. على الرغم من العروض المغرية من الأندية الأوروبية، فقد اتخذ خطوة استراتيجية للانضمام إلى النادي الأهلي (الدوحة) في يناير 2022، حيث ترك تأثيرًا سريعًا من خلال قدرته على تسجيل الأهداف وتمريراته الحاسمة. يسلط هذا التحول الاستراتيجي في مسار حياته المهنية الضوء على طموحه وقدرته على التكيف كلاعب كرة قدم.
يمتد صعود النعيمات إلى ما هو أبعد من مشهد الأندية؛ حيث أصبح شخصية رئيسية في المنتخب الوطني الأردني. منذ ظهوره الأول في مباراة ودية ضد طاجيكستان وحتى أدائه الرائع في بطولات مثل كأس العرب وكأس آسيا، سجل النعيمات باستمرار أهدافًا حاسمة ولحظات لا تُنسى، وحصل على أوسمة مثل الحذاء البرونزي في كأس العرب وجائزة أفضل لاعب في بطولة اتحاد غرب آسيا تحت 23 سنة. جلبت إنجازاته البهجة لمشجعي كرة القدم في الأردن.

## مسيرته بالأندية
كانت بدايات تدريبه منذ الصغر؛ حيث كان يلعب في مركز تدريب الأمير علي بن الحسين، كان قد أُسِس المركز من قبل المدرب محمود الجوهري. في أكتوبر 2020، نال يزن جائزة أفضل لاعب في بطولة غرب آسيا.

### الدوري القطري
توصل نادي سحاب لاتفاق يقضي باحتراف مهاجم الفريق يزن نعيمات في فريق الأهلي القطري، مقابل 700 ألف دولار، يحصل منها سحاب على حوالي 210 آلاف دولار. وكان النعيمات قد رفض للاحتراف في بلجيكا، مفضلا الاحتراف في الأهلي القطري. انتقل نعيمات بتاريخ 1 يناير 2022 للنادي الأهلي القطري. ظهر لأول مرة ضد النادي القطري في 3 يناير 2022 وصنع الهدف الوحيد في المباراة ليساعد فريقه على الفوز 1-0. بعد أسبوع واحد، سجل هدفه الأول للأهلي في فوز فريقه 2–1 في الدوري على أم صلال.
وفي يونيو من عام 2024، قام يزن النعيمات بدفع الشرط الجزائي لناديه وفسخ عقده.

### النادي العربي
وقع مع النادي العربي بعد فسخ عقده مع الأهلي.

## مسيرته الدولية

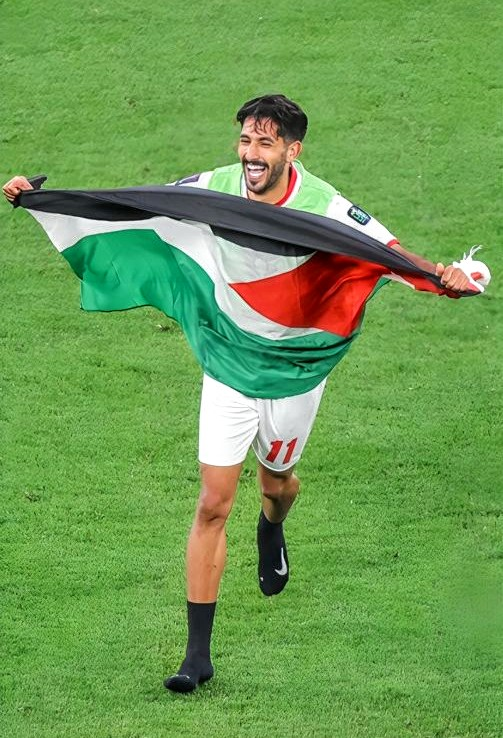
النعيمات يحتفل حاملاً علم الأردن بعد فوز المنتخب بنصف نهائي كأس آسيا 2023.

مع منتخب الأردن تحت 23 عامًا، فاز النعيمات ببطولة اتحاد غرب آسيا لكرة القدم تحت 23 عامًا 2021 وسجل هدفين خلال البطولة، بما في ذلك هدف في المباراة النهائية ولذلك تم اختياره كأفضل لاعب في البطولة.
ظهر النعيمات لأول مرة مع المنتخب الأردني في 1 فبراير 2021، كانت مباراة ودية ضد منتخب طاجيكستان، وفاز فيها المنتخب الأردني 2-0. خاض 41 مباراة دولية وسجل 14 هدفا دوليا.
عُرِف اللاعب بشكل واسع بعد كأس العرب 2021، كان قد سجل 3 أهداف وتألق مع المنتخب الأردني بشكل ملحوظ حينها، ووصل مع منتخب بلاده للدور الربع النهائي لكأس العرب 2021، وحصل على جائزة الحذاء البرونزي لتلك ببطولة. حتى وصلته عقود للعب في الأندية الخليجية والبلجيكية. ، ونهائي كأس آسيا 2023.

### كأس آسيا 2023
في يناير 2024، شارك النعيمات في كأس آسيا 2023 مع المنتخب الأردني. وفي دور المجموعات، سجل هدفًا واحدًا في المباراة التي انتهت بنتيجة 2–2 ضد كوريا الجنوبية ليتأهل فريقه إلى المرحلة التالية. في مباراة دور الـ16 ضد العراق، اعترض تمريرة من الخصم في الدقيقة 45 وتجاوز الدفاع قبل أن يفتتح التسجيل بتسديدة قوية. وانتهت المباراة في وقت لاحق بفوز الأردن بنتيجة 3-2. وفي نصف النهائي أمام كوريا الجنوبية مجدداً، ساعد النعيمات الأردن على التقدم بهدف في الدقيقة 53، مسجلاً للمرة الثانية في مرمى محاربي التايجوك في البطولة. بعد هدف موسى التعمري في الدقيقة 66، فاز الأردن 2-0 ووصل إلى نهائي كأس آسيا لأول مرة في تاريخه.

### الأهداف الدولية
| الرقم. | التاريخ        | مكان اللقاء                           | الخصم          | الأهداف | النتيجة | المنافسة                      |
| ------ | -------------- | ------------------------------------- | -------------- | ------- | ------- | ----------------------------- |
| 1      | 30 مارس 2021   | ستاد البحرين الوطني، الرفاع، البحرين  | البحرين        | 2–0     | 2–1     | مباراة ودية                   |
| 2      | 7 ديسمبر 2021  | استاد 974، الدوحة، قطر                | فلسطين         | 4–1     | 5–1     | كأس العرب 2021                |
| 3      | 7 ديسمبر 2021  | استاد 974، الدوحة، قطر                | فلسطين         | 5–1     | 5–1     | كأس العرب 2021                |
| 4      | 11 ديسمبر 2021 | استاد الجنوب، الوكرة، قطر             | مصر            | 1–0     | 1–3     | كأس العرب 2021                |
| 5      | 11 يونيو 2022  | ملعب جابر الأحمد الدولي، مدينة الكويت | إندونيسيا      | 1–0     | 1–0     | تصفيات كأس آسيا 2023          |
| 6      | 23 سبتمبر 2022 | ملعب الملك عبد الله الثاني، عمّان      | سوريا          | 2–0     | 2–0     | مباراة ودية                   |
| 7      | 28 مارس 2023   | استاد الجنوب، الوكرة، قطر             | الفلبين        | 3–0     | 4–0     | مباراة ودية                   |
| 8      | 13 أكتوبر 2023 | ستاد عمان الدولي، عمّان                | إيران          | 1–2     | 1–3     | بطولة الأردن الدولية 2023     |
| 9      | 17 أكتوبر 2023 | ستاد عمان الدولي، عمّان                | العراق         | 1–0     | 2–2     | بطولة الأردن الدولية 2023     |
| 10     | 17 أكتوبر 2023 | ستاد عمان الدولي، عمّان                | العراق         | 2–2     | 2–2     | بطولة الأردن الدولية 2023     |
| 11     | 16 نوفمبر 2023 | ملعب بامير، طاجيكستان                 | طاجيكستان      | 1–1     | 1–1     | تصفيات كأس العالم 2026 - آسيا |
| 12     | 5 يناير 2024   | استاد ثاني بن جاسم الريان، قطر        | قطر            | 1–1     | 2–1     | مباراة ودية                   |
| 13     | 20 يناير 2024  | استاد الثمامة، الدوحة، قطر            | كوريا الجنوبية | 2–1     | 2–2     | كأس آسيا 2023                 |
| 14     | 29 يناير 2024  | استاد خليفة الدولي، الريان، قطر       | العراق         | 1–0     | 3–2     | كأس آسيا 2023                 |
| 15     | 6 فبراير 2024  | استاد أحمد بن علي، الريان، قطر        | كوريا الجنوبية | 1–0     | 2–0     | كأس آسيا 2023                 |

## الأوسمة
منتخب الأردن تحت 23

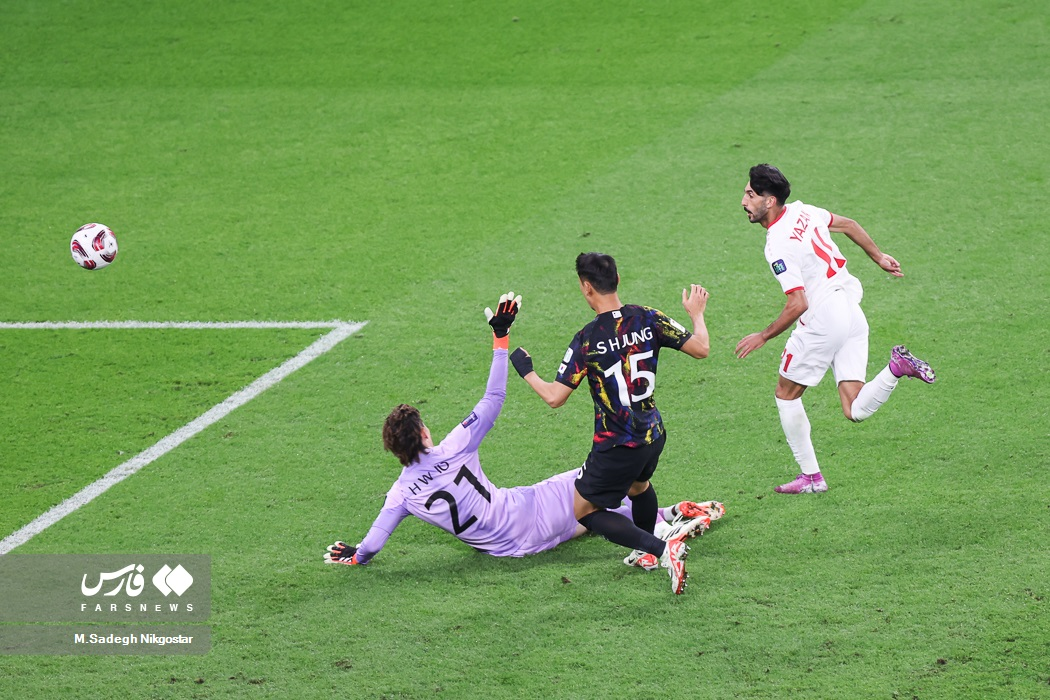
النعيمات يسجل هدفاً في مرمى كوريا الجنوبية، نصف نهائي كأس آسيا 6 فبراير 2024.

- بطولة اتحاد غرب آسيا تحت 23 سنة: 2021

الأوسمة الفردية
- كأس العرب الحذاء البرونزي: 2021[13]
- بطولة اتحاد غرب آسيا تحت 23 سنة أفضل لاعب: 2021[14]
- معلومات مهمة عن اللعب يزن النعيمات 
  - كان ثاني هداف في الدوري الأردني موسم 2021 بـ13 هدفًا. من جوانب تطوره تهديف وتنظيم لعبه كهداف جوكر  .
  - القيمة السوقية التقديرية تصل إلى حوالي 1.5 إلى 1.8 مليون يورو وفقًا لـTransfermarkt وأخر 
    - نفى بشدة الانتقالات لمنصات مصرية مثل الزمالك أو عروض انتقال إلى الدوري السعودي، مؤكّدًا بقائه مع العربي القطري وأن جميع الشائعات غير صحيحة، ولا يوجد لديه وكيل أعمال رسمي حاليًا  .
    - ومع ذلك، توجد مفاوضات داخلية مع إدارة العربي القطري لمناقشة فسخ عقده بالتراضي، لتفادي دفع الشرط الجزائي الذي يُقدّر بـ1 مليون دولار، وقد يُفتح له باب عروض رسمية من أندية سعودية أو مصرية في حالة اتفاق